# Copa do Mundo de Clubes da FIFA de 2021
A Copa do Mundo de Clubes da FIFA de 2021 foi a 18.ª edição do torneio internacional de futebol organizado pela Federação Internacional de Futebol (FIFA) e disputado por clubes das seis confederações continentais.
Para 2021, estava originalmente programado a primeira edição do quadrienal Mundial de Clubes FIFA, que aconteceria de 17 de junho a 4 de julho de 2021, na China, entre 24 times, segundo o planejamento da época. No entanto, a FIFA decidiu adiar o novo torneio para uma data posterior, que acabou sendo 2025, como resultado do adiamento, de 2020 para 2021, da Eurocopa e Copa América, devido à pandemia de COVID-19. Assim, somente se realizou o mundial anual que continuaria mais tarde como Copa Intercontinental da FIFA.
A edição seria disputada no Japão, porém, em 8 de setembro de 2021, o país anunciou sua desistência de sediar a competição. Os Emirados Árabes Unidos foram confirmados como nova sede do torneio, que em um primeiro momento seria o último mundial anual a ser disputado com o representante do país sede (2007 até 2023). Porém, em 31 de março de 2022, durante o Congresso da FIFA, foi definido que a edição de 2022 seria mantida no formato antigo.
O Chelsea, da Inglaterra, conquistou seu primeiro título na competição após vencer o Palmeiras, do Brasil, na decisão por 2–1, após a prorrogação.
O AS Pirae foi o primeiro participante nem campeão continental nem campeão nacional desde 2008. Na ocasião, o Adelaide United jogou como vice-campeão continental. O Pirae, por sua vez, entrou por nomeação da confederação.

## Equipes classificadas
| Confederação                                          | Equipe                          | Classificação                                    | Participação                             |
| Disputa a partir das semifinais                       | Disputa a partir das semifinais | Disputa a partir das semifinais                  | Disputa a partir das semifinais          |
| ----------------------------------------------------- | ------------------------------- | ------------------------------------------------ | ---------------------------------------- |
| CONMEBOL                                              | Palmeiras                       | Campeão da Copa Libertadores da América de 2021  | 2ª (2020)                                |
| UEFA                                                  | Chelsea                         | Campeão da Liga dos Campeões da UEFA de 2020–21  | 2ª (2012)                                |
| Disputa a partir das quartas de finais                |                                 |                                                  |                                          |
| AFC                                                   | Al-Hilal                        | Campeão da Liga dos Campeões da AFC de 2021      | 2ª (2019)                                |
| CAF                                                   | Al-Ahly                         | Campeão da Liga dos Campeões da CAF de 2020–21   | 7ª (2005, 2006, 2008, 2012, 2013 e 2020) |
| CONCACAF                                              | Monterrey                       | Campeão da Liga dos Campeões da CONCACAF de 2021 | 5ª (2011, 2012, 2013 e 2019)             |
| Disputa a partir do play-off para as quartas de final |                                 |                                                  |                                          |
| OFC                                                   | Pirae                           | Nomeado pela OFC                                 | 1ª                                       |
| País-sede                                             | Al-Jazira                       | Campeão da UAE Pro League de 2020–21             | 2ª (2017)                                |

## Sedes
As partidas foram disputadas em dois locais na cidade de Abu Dhabi.
| Abu Dhabi                  | Abu DhabiCopa do Mundo de Clubes da FIFA de 2021 (Emirados Árabes Unidos) | Abu Dhabi          |
| -------------------------- | ------------------------------------------------------------------------- | ------------------ |
| Estádio Mohammed Bin Zayed | Abu DhabiCopa do Mundo de Clubes da FIFA de 2021 (Emirados Árabes Unidos) | Estádio Al Nahyan  |
| Capacidade: 37 500         | Abu DhabiCopa do Mundo de Clubes da FIFA de 2021 (Emirados Árabes Unidos) | Capacidade: 15 000 |
|                            | Abu DhabiCopa do Mundo de Clubes da FIFA de 2021 (Emirados Árabes Unidos) |                    |

## Arbitragem
Esta é a lista de árbitros e assistentes que atuaram na competição.
| Confederação | Árbitros           | Assistentes                           | Árbitros de vídeo                                      |
| ------------ | ------------------ | ------------------------------------- | ------------------------------------------------------ |
| AFC          | Chris Beath        | - Anton Shchetinin - Ashley Beecham   | Ammar Aljeneibi                                        |
| CAF          | Mustapha Ghorbal   | - Mokrane Gourari - Abdelhak Etchiali |                                                        |
| CONCACAF     | César Arturo Ramos | - Alberto Morin - Miguel Hernández    | Drew Fischer                                           |
| CONMEBOL     | Fernando Rapallini | - Juan Pablo Belatti - Diego Bonfá    | - Nicolás Gallo - Mauro Vigliano                       |
| UEFA         | Clément Turpin     | - Nicolas Danos - Cyril Gringore      | - Willy Delajod - Massimiliano Irrati - Pol van Boekel |

Um árbitro de apoio também foi nomeado para o torneio.
| Confederação | Árbitros de Suporte |
| ------------ | ------------------- |
| OFC          | David Yareboinen    |

## Elencos
Cada equipe precisou nomear uma lista contendo 23 jogadores (três dos quais obrigatoriamente eram goleiros). Trocas por lesão foram aceitas até 24 horas antes da primeira partida de cada equipe.

## Partidas
Um sorteio foi realizado em 29 de novembro de 2021 na sede da FIFA, em Zurique, para definir os confrontos das quartas de final (vencedor do play-off e as equipes da AFC, CAF e CONCACAF) e os oponentes dos vencedores das quartas de final nas semifinais (equipes da CONMEBOL e UEFA).
|  |                            |                            |                             |         |                            |                            |                |                |            |            |  |  |                             |                             |
|  | Play-off                   | Play-off                   |                             |         | Quartas de final           | Quartas de final           |                |                | Semifinais | Semifinais |  |  | Final                       | Final                       |
|  | 3 de fevereiro – Abu Dhabi |                            |                             |         |                            |                            |                |                |            |            |  |  |                             |                             |
|  | Al-Jazira                  | 4                          |                             |         | 6 de fevereiro – Abu Dhabi | 6 de fevereiro – Abu Dhabi |                |                |            |            |  |  |                             |                             |
|  | Al-Jazira                  | 4                          |                             |         | 6 de fevereiro – Abu Dhabi | 6 de fevereiro – Abu Dhabi |                |                |            |            |  |  |                             |                             |
|  | Pirae                      | 1                          |                             |         | Al-Hilal                   | 6                          |                |                |            |            |  |  |                             |                             |
|  | Pirae                      | 1                          | 9 de fevereiro – Abu Dhabi  |         | Al-Hilal                   | 6                          |                |                |            |            |  |  |                             |                             |
|  |                            |                            |                             |         | Al-Jazira                  | 1                          |                |                |            |            |  |  |                             |                             |
|  | Al-Hilal                   | 0                          |                             |         | Al-Jazira                  | 1                          |                |                |            |            |  |  |                             |                             |
|  | Al-Hilal                   | 0                          |                             |         |                            |                            |                |                |            |            |  |  |                             |                             |
|  |                            |                            | Chelsea                     | 1       |                            |                            |                |                |            |            |  |  |                             |                             |
|  |                            |                            | Chelsea                     | 1       |                            |                            |                |                |            |            |  |  |                             |                             |
|  |                            |                            | 12 de fevereiro – Abu Dhabi |         |                            |                            |                |                |            |            |  |  |                             |                             |
|  |                            |                            |                             |         |                            |                            |                |                |            |            |  |  |                             |                             |
|  | Chelsea (pro)              | 2                          |                             |         |                            |                            |                |                |            |            |  |  |                             |                             |
|  | Chelsea (pro)              | 2                          | 5 de fevereiro – Abu Dhabi  |         |                            |                            |                |                |            |            |  |  |                             |                             |
|  |                            | Palmeiras                  | 1                           |         |                            |                            |                |                |            |            |  |  |                             |                             |
|  |                            |                            | 1                           | Al-Ahly | 1                          |                            |                |                |            |            |  |  |                             |                             |
|  | 8 de fevereiro – Abu Dhabi |                            |                             | Al-Ahly | 1                          |                            |                |                |            |            |  |  |                             |                             |
|  |                            | Monterrey                  | 0                           |         |                            |                            |                |                |            |            |  |  |                             |                             |
|  | Palmeiras                  | Monterrey                  | 0                           | 2       |                            |                            |                |                |            |            |  |  |                             |                             |
|  | Palmeiras                  | Quinto lugar               | Quinto lugar                | 2       |                            |                            | Terceiro lugar | Terceiro lugar |            |            |  |  |                             |                             |
|  |                            | Quinto lugar               | Quinto lugar                |         | Al-Ahly                    | 0                          | Terceiro lugar | Terceiro lugar |            |            |  |  |                             |                             |
|  | Monterrey                  | 3                          | Al-Hilal                    | 0       | Al-Ahly                    | 0                          |                |                |            |            |  |  |                             |                             |
|  | Monterrey                  | 3                          | Al-Hilal                    | 0       |                            |                            |                |                |            |            |  |  |                             |                             |
|  | Al-Jazira                  | 1                          | Al-Ahly                     | 4       |                            |                            |                |                |            |            |  |  |                             |                             |
|  | Al-Jazira                  | 1                          | Al-Ahly                     | 4       |                            |                            |                |                |            |            |  |  |                             |                             |
|  | 9 de fevereiro – Abu Dhabi | 9 de fevereiro – Abu Dhabi |                             |         |                            |                            |                |                |            |            |  |  | 12 de fevereiro – Abu Dhabi | 12 de fevereiro – Abu Dhabi |

Todas as partidas seguem o fuso horário local (UTC+4).

### Play-off
| 3 de fevereiro de 2022 | Al-Jazira                                              | 4 – 1     | Pirae            | Estádio Mohammed Bin Zayed, Abu Dhabi        |
| 20:30                  | Al-Ameri 5' · Al-Attas 25' · Kosanović 41' · Diaby 63' | Relatório | Rabii 48' (g.c.) | Público: 4 970 Árbitro: ALG Mustapha Ghorbal |

| Al-Jazira | AS Pirae |

### Quartas de final
| 5 de fevereiro de 2022 | Al-Ahly  | 1 – 0     | Monterrey | Estádio Al Nahyan, Abu Dhabi            |
| 20:30                  | Hany 53' | Relatório |           | Público: 9 396 Árbitro: AUS Chris Beath |

| Al-Ahly | Monterrey |

| 6 de fevereiro de 2022 | Al-Hilal                                                                                          | 6 – 1     | Al-Jazira | Estádio Mohammed Bin Zayed, Abu Dhabi           |
| 20:30                  | Ighalo 36' · Matheus Pereira 40' · Kanno 57' · Al-Dawsari 77' · Marega 88' · Carrillo 90+2' (pen) | Relatório | Diaby 14' | Público: 12 538 Árbitro: MEX César Arturo Ramos |

| Al-Hilal | Al-Jazira |

### Semifinais
| 8 de fevereiro de 2022 | Palmeiras                    | 2 – 0     | Al-Ahly | Estádio Al Nahyan, Abu Dhabi                |
| 20:30                  | Raphael Veiga 39' · Dudu 49' | Relatório |         | Público: 11 902 Árbitro: FRA Clément Turpin |

| Palmeiras | Al-Ahly |

| 9 de fevereiro de 2022 | Al-Hilal | 0 – 1     | Chelsea    | Estádio Mohammed Bin Zayed, Abu Dhabi           |
| 20:30                  |          | Relatório | Lukaku 32' | Público: 19 175 Árbitro: MEX César Arturo Ramos |

| Al-Hilal | Chelsea |

### Disputa pelo quinto lugar
| 9 de fevereiro de 2022 | Monterrey                                      | 3 – 1     | Al-Jazira   | Estádio Al Nahyan, Abu Dhabi               |
| 17:00                  | Sultan 4' (g.c.) · Funes Mori 11' · Montes 25' | Relatório | Bruno 90+1' | Público: 892 Árbitro: ALG Mustapha Ghorbal |

| Monterrey | Al-Jazira |

### Disputa pelo terceiro lugar
| 12 de fevereiro de 2022 | Al-Hilal | 0 – 4     | Al-Ahly                                          | Estádio Al Nahyan, Abu Dhabi               |
| 17:00                   |          | Relatório | Ibrahim 8', 17' · Abdel Kader 40' · El Solia 64' | Público: 9 008 Árbitro: FRA Clément Turpin |

| Al-Hilal | Al-Ahly |

### Final
| 12 de fevereiro de 2022 | Chelsea                         | 2 – 1 (pro) | Palmeiras               | Estádio Mohammed Bin Zayed, Abu Dhabi    |
| 20:30                   | Lukaku 54' · Havertz 117' (pen) | Relatório   | Raphael Veiga 64' (pen) | Público: 32 871 Árbitro: AUS Chris Beath |

| Chelsea | Palmeiras |

## Premiação
| Copa do Mundo de Clubes da FIFA de 2021 |
| Inglaterra                              |
| --------------------------------------- |
| CHELSEA Campeão (1.º título)            |

Fair Play
| Fair play | Chelsea |

### Individuais

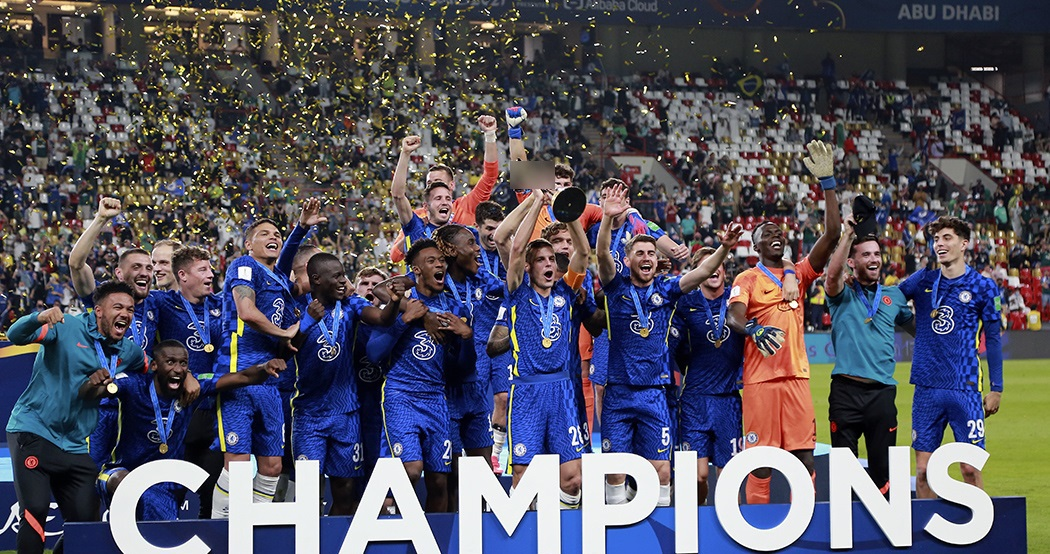
Equipe do Chelsea campeã mundial levanta o troféu

| Bola de Ouro           | Bola de Prata    | Bola de Bronze     |
| ---------------------- | ---------------- | ------------------ |
| Thiago Silva (Chelsea) | Dudu (Palmeiras) | Danilo (Palmeiras) |

## Classificação final

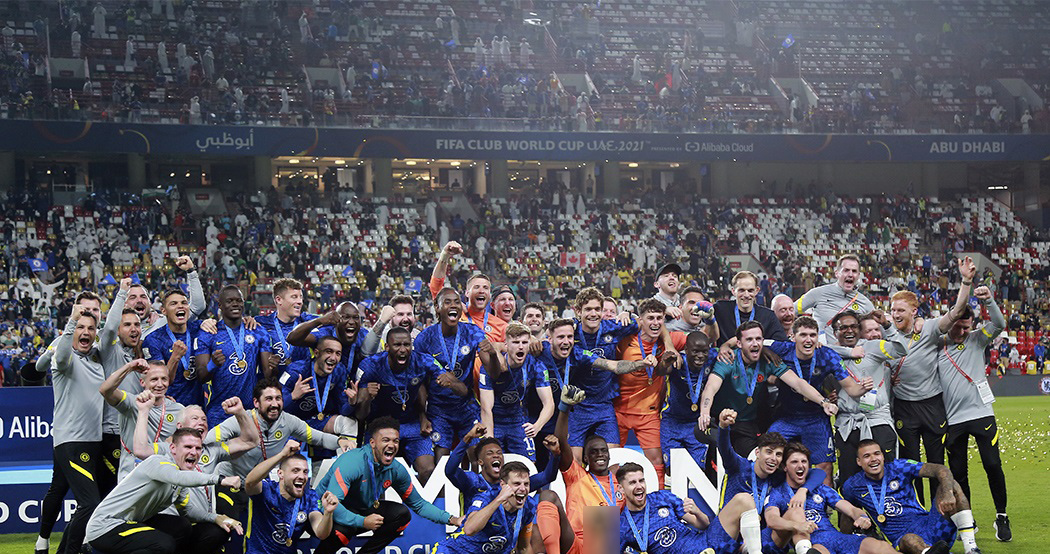
Equipe do Chelsea campeã mundial

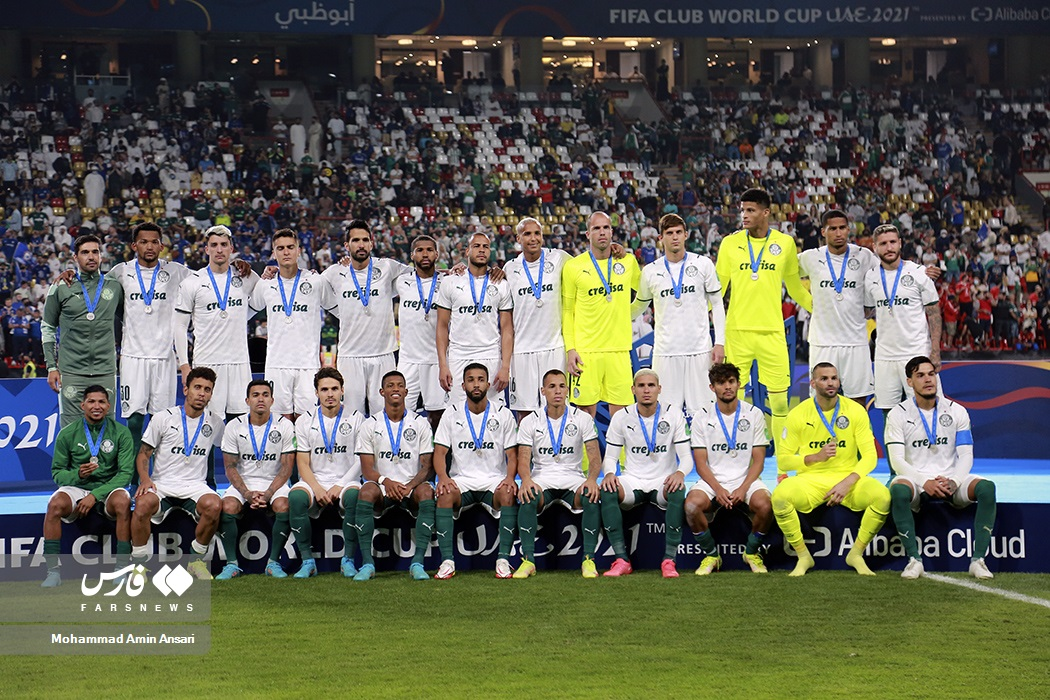
Equipe do Palmeiras vice-campeã mundial

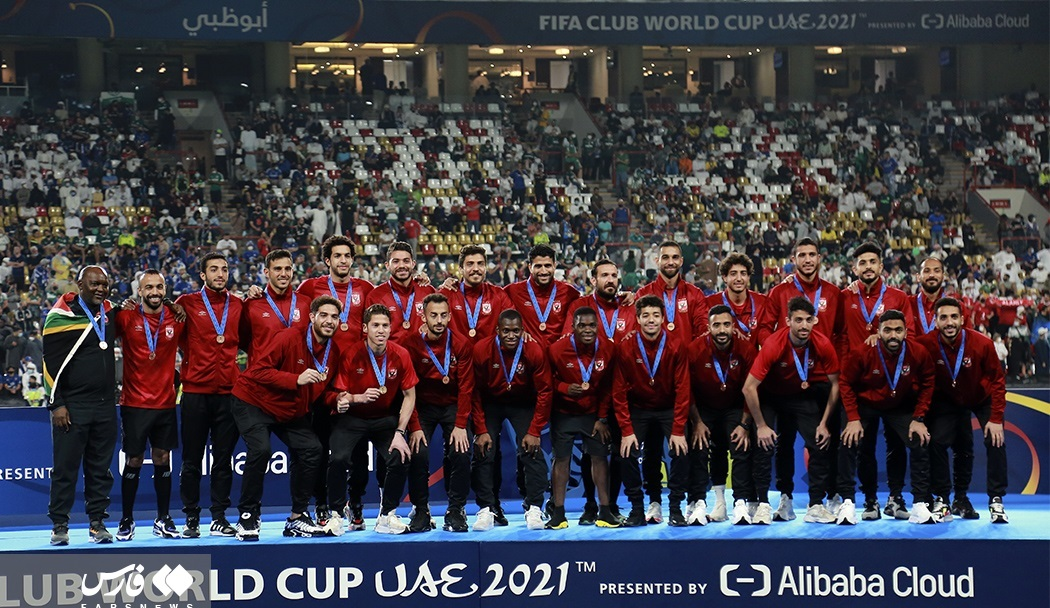
Equipe do Al-Ahly, terceira colocada no mundial

Para estatísticas, partidas decididas na prorrogação são consideradas como vitória e derrota e partidas decididas nos pênaltis são contadas como empate.
| Pos. | Equipes   | Pts | J | V | E | D | GP | GC | SG |
| ---- | --------- | --- | - | - | - | - | -- | -- | -- |
| 1    | Chelsea   | 6   | 2 | 2 | 0 | 0 | 3  | 1  | +2 |
| 2    | Palmeiras | 3   | 2 | 1 | 0 | 1 | 3  | 2  | +1 |
| 3    | Al-Ahly   | 6   | 3 | 2 | 0 | 1 | 5  | 2  | +3 |
| 4    | Al-Hilal  | 3   | 3 | 1 | 0 | 2 | 6  | 6  | 0  |
| 5    | Monterrey | 3   | 2 | 1 | 0 | 1 | 3  | 2  | +1 |
| 6    | Al-Jazira | 3   | 3 | 1 | 0 | 2 | 6  | 10 | –4 |
| 7    | Pirae     | 0   | 1 | 0 | 0 | 1 | 1  | 4  | –3 |

## Estatísticas

### Artilharia
2 gols (4)
- Abdoulay Diaby (Al-Jazira)
- Raphael Veiga (Palmeiras)
- Romelu Lukaku (Chelsea)
- Yasser Ibrahim (Al-Ahly)

1 gol (17)
- Ahmed Abdel Kader (Al-Ahly)
- Ahmed Al-Attas (Al-Jazira)
- Amr El Solia (Al-Ahly)
- André Carrillo (Al-Hilal)
- Bruno (Al-Jazira)
- César Montes (Monterrey)
- Dudu (Palmeiras)
- Kai Havertz (Chelsea)
- Matheus Pereira (Al-Hilal)
- Miloš Kosanović (Al-Jazira)
- Mohamed Hany (Al-Ahly)
- Mohamed Kanno (Al-Hilal)
- Moussa Marega (Al-Hilal)
- Odion Ighalo (Al-Hilal)
- Rogelio Funes Mori (Monterrey)
- Salem Al-Dawsari (Al-Hilal)
- Zayed Al-Ameri (Al-Jazira)

Gols contra (2)
- Mohammed Rabii (Al-Jazira, para o AS Pirae)
- Zayed Sultan (Al-Jazira, para o Monterrey)

### Homem do Jogo
- Al-Jazira–AS Pirae:  Mohammed Jamal[20]
- Al-Ahly–Monterrey:  Rami Rabia[21]
- Al-Hilal–Al-Jazira:  Matheus Pereira[22]
- Palmeiras–Al-Ahly:  Raphael Veiga[23]
- Al-Hilal–Chelsea:  Mateo Kovačić[24]
- Monterrey–Al-Jazira:  Maximiliano Meza[24]
- Al-Hilal–Al-Ahly:  Yasser Ibrahim[25]
- Chelsea–Palmeiras:  Antonio Rüdiger[25]